# Gabriel Iancu
Gabriel Cristian Iancu (Boekarest, 15 april 1994) is een Roemeens voetballer die bij voorkeur als middenvelder speelt. Hij speelt sinds 2017 bij Bruk-Bet Termalica Nieciecza.

## Clubcarrière
Iancu speelde in de jeugd voor CSA Steaua București, CSȘ 1 Pajura București, CS Concordia Chiajna en de Gheorghe Hagi Academy. In 2011 maakte hij zijn professioneel debuut als speler van Viitorul Constanța. In februari 2012 liep hij samen met zijn ploegmakker Bogdan Țîru stage bij Ajax. In september 2012 werd Galatasaray in verband gebracht met Iancu. In januari 2013 nam Steaua Boekarest hem over voor een half miljoen euro. Hij tekende een vierjarig contract bij de Roemeense topclub.

## Interlandcarrière
Iancu kwam uit voor diverse Roemeense jeugdelftallen, waaronder het Roemeens elftal onder 21.

## Erelijst
Steaua Boekarest
- Roemeens landskampioen

2014, 2015
- Roemeense supercup

2013
- Roemeense League Cup

2014/15
- Roemeense beker

2014/15
 Viitorul Constanța
- Roemeens landskampioen

2017